# Kapel in 't Zand
De Kapel in 't Zand (Limburgs: Kepèl in 't Zandj) is een parochiekerk en bedevaartsoord in de gelijknamige wijk in Roermond. De kapel is in overwegend neogotische stijl opgetrokken naar een ontwerp van architect Johannes Kayser. Het deed lange tijd dienst als kloosterkerk van het aanliggend Redemptoristenklooster. Bij de kapel ligt de Begraafplaats Nabij de Kapel in 't Zand.

## Geschiedenis
In 1418 gaf het stadsbestuur van Roermond de opdracht tot de bouw van een eenvoudige, aan Maria gewijde, buurtkapel ‘buyten Zwartbruecker porten aen den Zande’ (buiten de Zwartbroekpoort aan het zand). In deze kapel bevond zich een Maria-beeldje – voor het eerst vermeld in 1578 – dat bekend werd door gebedsverhoringen. In de loop van de tijd ontstond rondom dit genadebeeld de legende van Onze Lieve Vrouwe in 't Zand. De gebedsverhoringen zorgen ervoor dat de kapel tot op de dag van vandaag een bekend bedevaartsoord is.

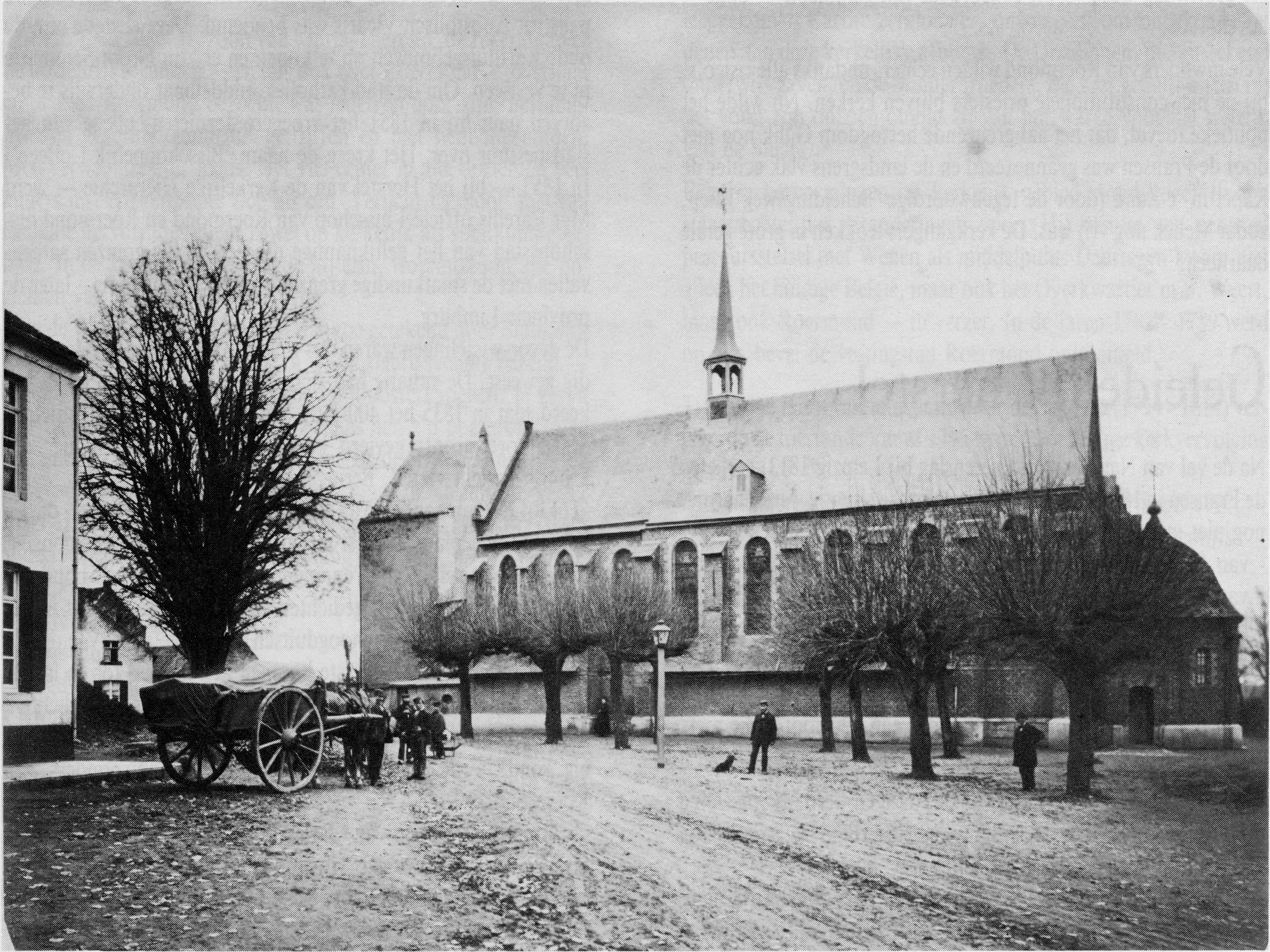
De Kapel in 't Zand voor verbouwing met links de kapel uit 1610, midden de aanbouw uit 1613 en 1684 en rechts het voorportaal uit 1689.

In 1577-1578 vond het beleg van Roermond plaats. Op 3 november 1577 hadden Staats-Gelderse troepen zich ‘aen onss lieve vrouwe ingen Sandt’ gelegerd. Op 4 januari 1578 werd Roermond echter ontzet door de troepen van Hierges en Montdragon. Op 26 mei werd de kapel door de Spanjaarden afgebroken, zodat deze niet meer als verschansing door het Staatse leger kon worden gebruikt. In 1609 brak met het Twaalfjarig Bestand een periode van rust aan. Vervolgens liet kapelaan Johan Schaden ‘een klein oratorium’ bouwen ter hoogte van het huidige priesterkoor. Deze kapel werd in 1613 door deken Petrus Pollius aanzienlijk uitgebreid. In 1652 bouwde J.A. Brantz, pastoor van de toenmalige Sint-Christoffelkerk, een nieuwe sacristie. In 1684 werd de kapel door toename van het aantal bedevaartgangers uitgebreid met een ‘grooten Bouw, die hem strekt van de Communiebanke tot het achterste portael der Kapelle’, voorbij de put, waarin het genadebeeld gevonden zou zijn. In 1689 werd een achthoekig voorportaal gebouwd. De zorg voor de kapel bleef in handen van de kapelaan van de stad, die ook rector van de kapel was.

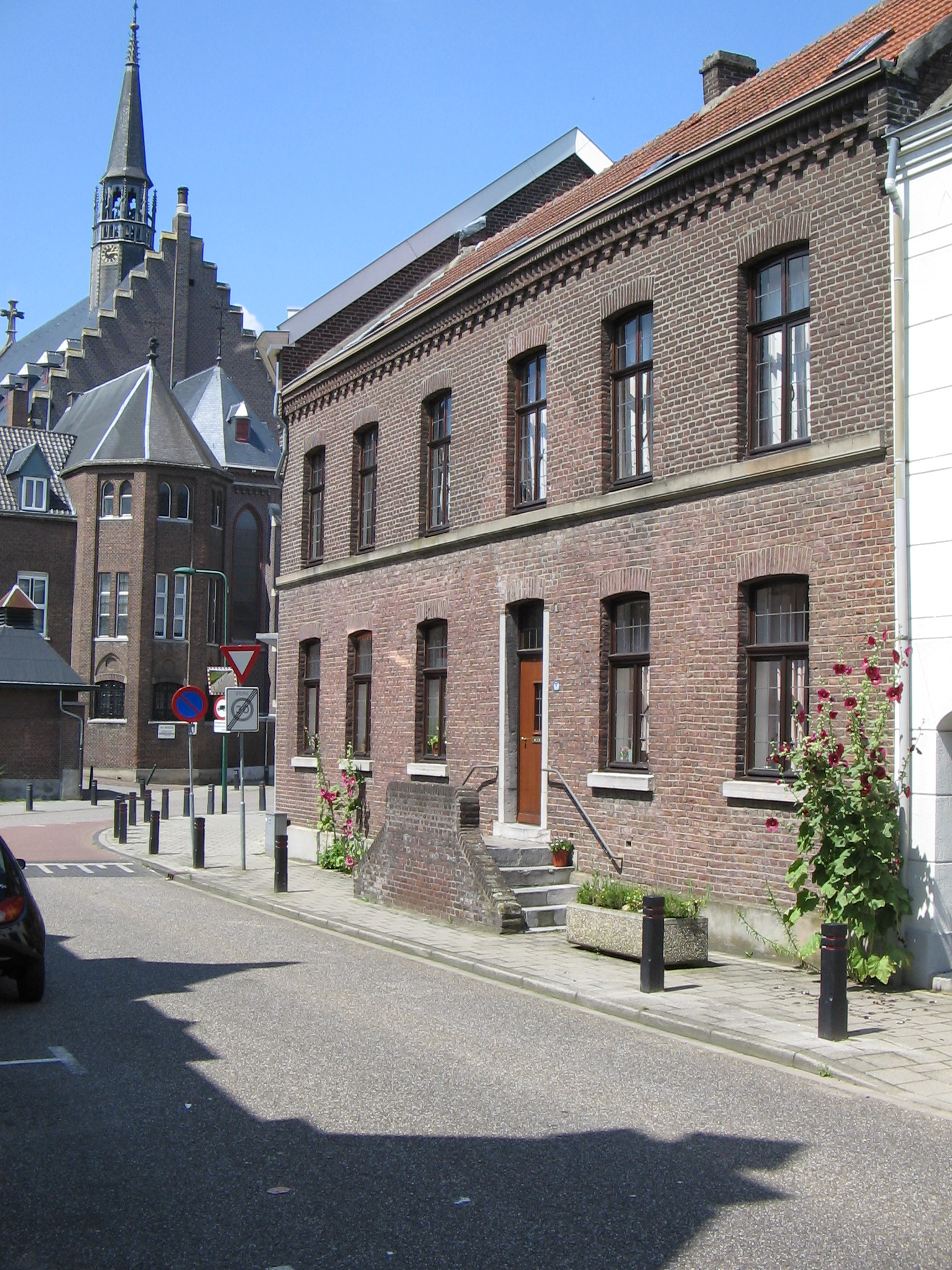
Huis met de trappen, Herkenbosscherweg 1.

Tijdens het beleg van Roermond in 1702 liepen de kapel en kosterij veel schade op door de kogels, die als aandenken in de muur werden ingemetseld. Van 1696 tot 1739 bevond zich vlak bij de kapel een kluizenarij. Aangenomen wordt dat deze gevestigd was in het huis met de trappen aan de Herkenbosscherweg. Rond 1739 was de laatste kluizenaar overleden en besloot bisschop De Sanguessa hier een rector te huisvesten, die enkele taken van de pastoor op zich nam. In 1797 werd de kapel door de Franse bezetters gesloten om in 1802 weer in gebruik te worden genomen. Kort daarna, in ieder geval vóór 1806, werd de kapel tot hulpkerk van de Sint-Christoffelkerk verheven.
In 1862 vestigden de Paters Redemptoristen zich bij de kapel. Op 19 oktober 1862 werd de akte van overgave getekend. De kapel zelf bleef tot 9 mei 1940 in eigendom van de Christoffelparochie. Architect Carl Weber ontwierp in 1863 het nieuwe klooster. Omdat er ruimte moest blijven voor processies rond de kapel en de toegang tot de put vrij moest blijven, werd besloten tot de bouw van de processiegang. Op 15 maart 1864 legde bisschop Joannes Paredis de eerste steen.
In 1866 gaven de Paters Redemptoristen Pierre Cuypers de opdracht het interieur van de kapel te verbouwen. Vooral het priesterkoor werd ingrijpend gewijzigd. De altaren en het verdere schilderwerk van het koor werden toevertrouwd aan Frans Stolzenberg. Frans Nicolas leverde de glas-in-loodramen. In 1873 werden verdere muurschilderingen aangebracht uitgevoerd door Jaques Vincent Stroucken en zonen.

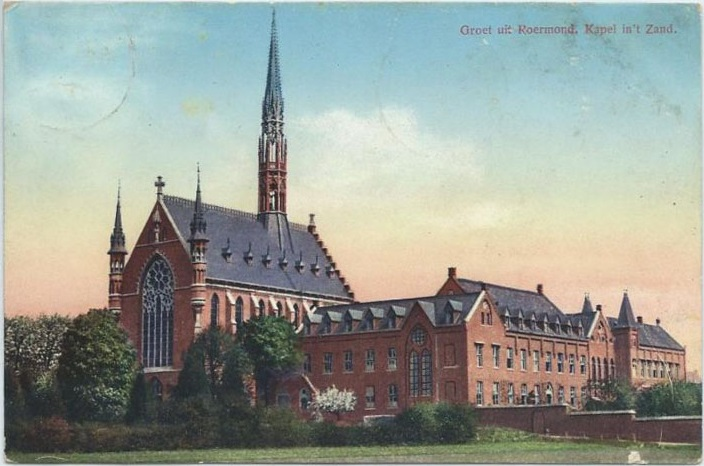
De nieuwe kapel met rechts het Redemptoristenklooster.

In 1877 werd gevierd dat 75 jaar geleden de kapel heropend werd na de godsdienstbeperkingen opgelegd door de Fransen en dat 50 jaar geleden Paredis rector van de kapel werd. Bij die gelegenheid kreeg het genadebeeld zijn huidige kronen.
In 1885 werd het 450-jarig jubileum groots gevierd. De kapel kreeg zoveel bezoekers dat plannen gemaakt werden voor de bouw van een nieuw kerkgebouw. De paters werden echter tegengewerkt door bisschop Boermans, die bang was dat de nieuwe kapel ten koste zou gaan van 'zijn' kathedraal. Daarom duurde het tot 6 februari 1895 voordat de paters toestemming kregen. De eerstesteenlegging van de nieuwe kapel, ontworpen door Johannes Kayser, werd op 1 mei 1895 verricht door bisschop Boermans. Hij werd over de oude kapel heen gebouwd, zodat de diensten zo lang mogelijk konden doorgaan. De Mariakapel bij de put, die in 1878 gebouwd was, werd onveranderd gelaten. De inwijding vond plaats op 30 april 1896. Het portaal aan de Kapellerlaan is een latere toevoeging van Pierre Cuypers.
Op 5 november 1921 brak de torenspits af als gevolg van een zware storm. Drie jaar later werd deze vervangen door de huidige dakruiter, ontworpen door architect Caspar Franssen. Twee torens aan de zijkanten van de voorgevel werden in november 1940 eveneens door storm beschadigd en werden daarna verwijderd. Daarnaast raakte de kapel tijdens de bevrijding van Roermond (februari 1945) ernstig beschadigd. Vlak voor de oorlog hadden de paters de kapel gekocht van het kerkbestuur van de Christoffelparochie en ook een pand tegenover de kapel. Deze aankoop was bedoeld ‘voor de eventuele uitbreiding van de kapel, wat hard nodig is’, aldus de huiskroniek. Voor deze uitbreiding vroegen de paters het architectenbureau Joseph & Pierre Cuypers een ontwerp te maken. Het herstel van de oorlogsschade vormde een goede aanleiding om deze uitbreiding uit te voeren, maar vanwege geldgebrek bleef het bij een eenvoudige restauratie. De belangrijkste herstelwerkzaamheden vonden plaats van eind 1945 tot maart 1947.

## Interieur

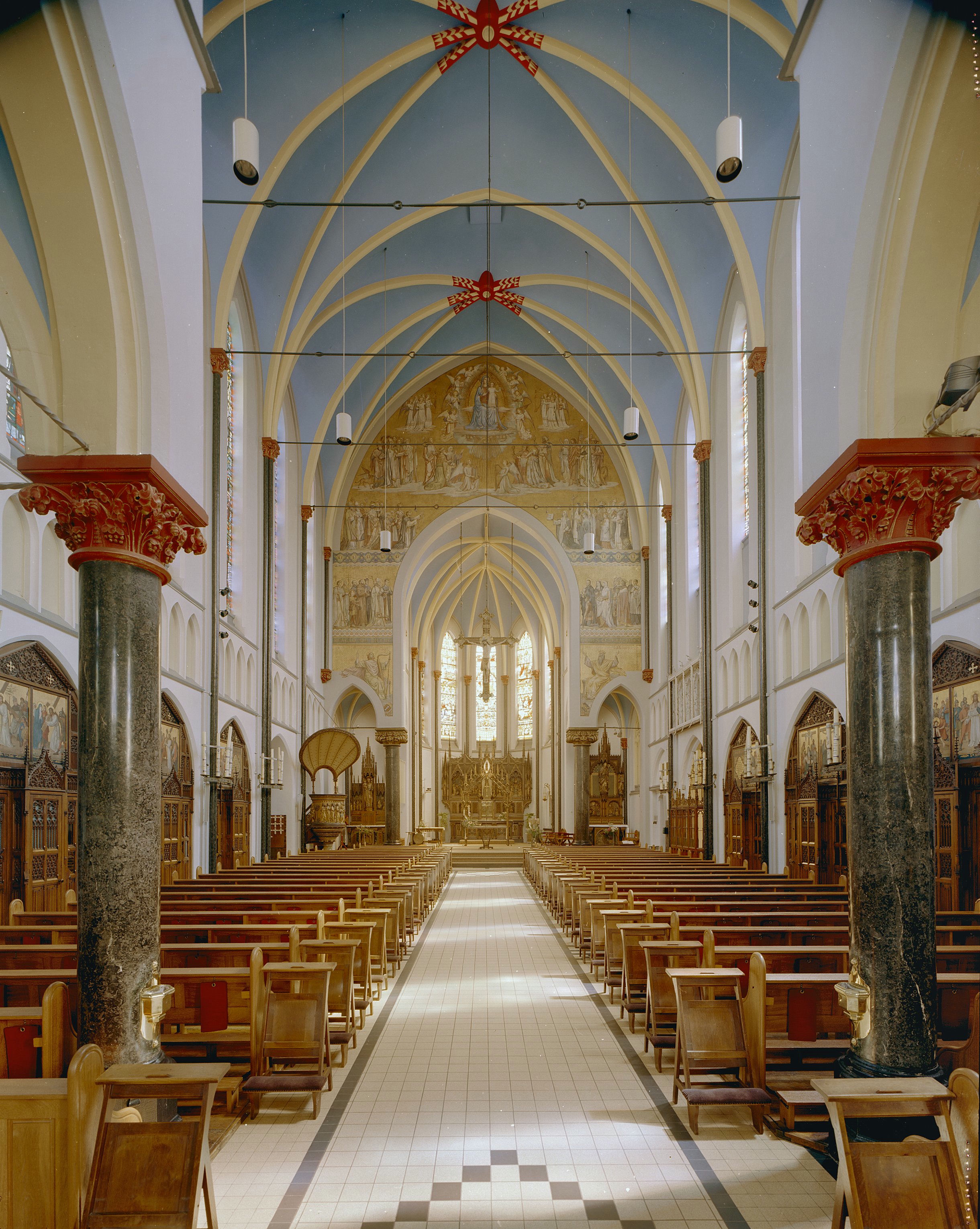
Interieur naar het oosten met op de triomfboog de Verering van Maria door heiligen en zaligen in de hemel door Windhausen.

Het triomfkruis (1897) is gemaakt door de beeldhouwer Hermanus te Riele naar een ontwerp van Kayser. De triomfboog (1904) is geschilderd door Albin Windhausen naar schetsen van Cuypers en een ontwerp van pater Joannes Kronenburg. Het stelt voor een tronende Maria met kind, die gehuldigd worden door engelen en heiligen. De schildering was een geschenk van de Amsterdamse Processie, vandaar het wapen van Amsterdam linksonder. Het grote glas-in-loodraam in de westmuur is ontworpen door Windhausen en uitgevoerd door atelier Frans Nicolas en Zonen in 1904. Ook dit werk stelt Maria voor, maar nu gehuldigd door mensen op aarde, waaronder Albert en Isabella van Oostenrijk.

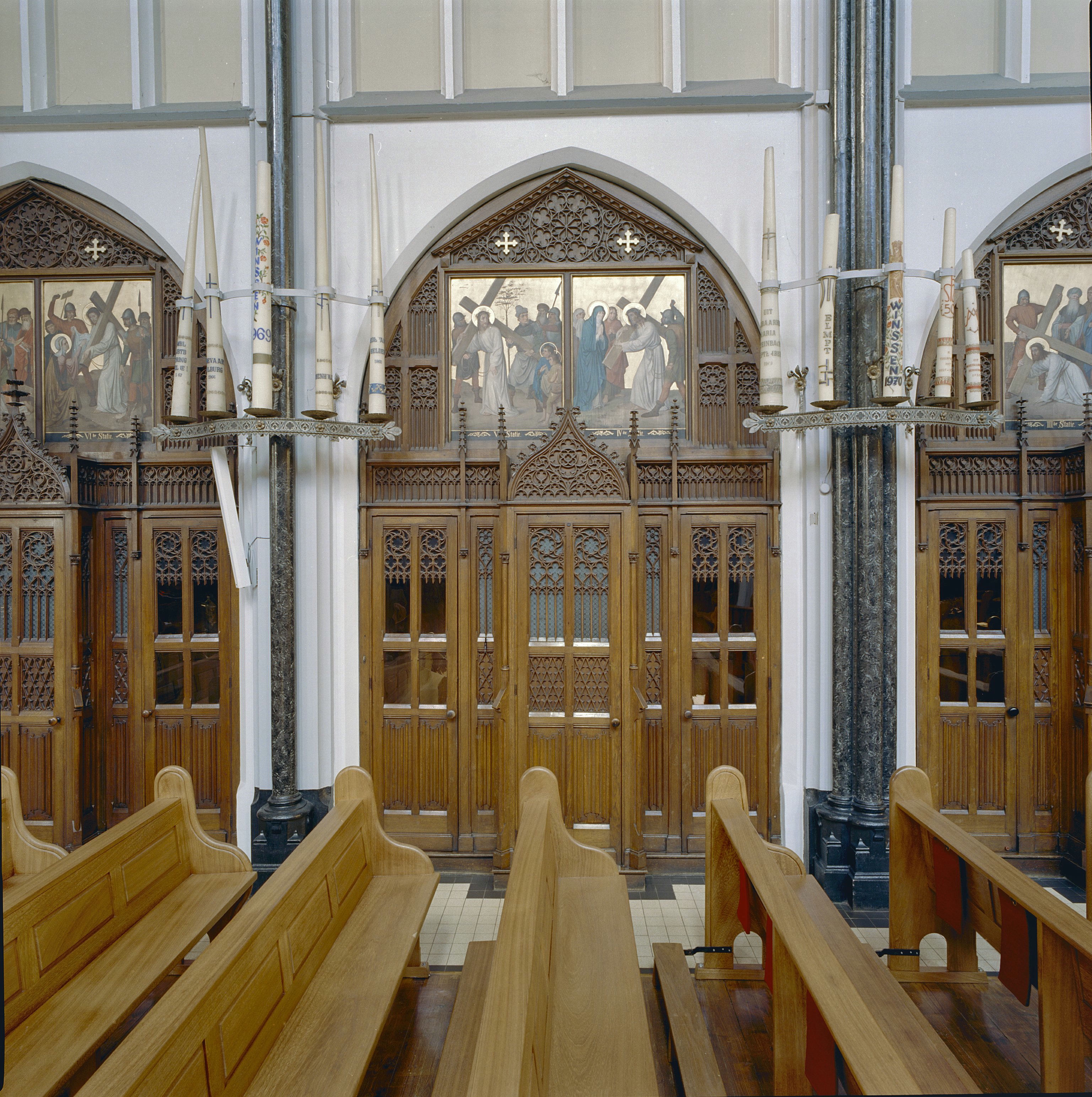
Biechtstoelen met kruiswegstaties.

Het houtsnijwerk van de biechtstoelen is gemaakt door Te Riele en Verboeket; de kruiswegstaties door Albin Windhausen. De orgelkasten werden in 1906 geplaatst door de Gebr. Franssen in Roermond. De Mariatroon in het priesterkoor biedt plaats aan het beeldje van Onze Lieve Vrouwe in 't Zand. De glas-in-loodramen boven het koor (1896-1897) zijn opnieuw van het atelier Frans Nicolas en Zonen en ontworpen door Albin Windhausen. Het hoofdaltaar uit 1897 is gemaakt door Jozef Thissen; het tabernakel door de Eindhovense goud- en zilversmid Hendrikus van Gardinge. Het linker zijaltaar (1898), gewijd aan de Heilige Jozef, is ook van Thissen. In een nis vlakbij bevindt zich een Heilig Hartbeeld (1881) uit het atelier Stolzenberg. De preekstoel (1897) is gemaakt door Te Rielke naar een ontwerp van Kayser. Het rechter zijaltaar is van Thissen (1899) met een beeld van de Heilige Alfonsus door Stolzenberg (1865). De glas-in-loodramen in het bovenlicht van de hoofdingang (1954) is afkomstig uit het Atelier Louis van den Essen en Zoon. Het altaar hier vlakbij is opnieuw gemaakt door Te Riele (1896) met een beeld van de Heilige Gerardus uit het atelier Cuypers. De 16 gebrandschilderde ramen in het schip zijn ontworpen door Eugène Laudy en uitgevoerd bij atelier Flos. Ze zijn geplaatst in de jaren 1990-1992 als afsluiting van de restauratie van 1987-1988.

## Processiegang en exterieur

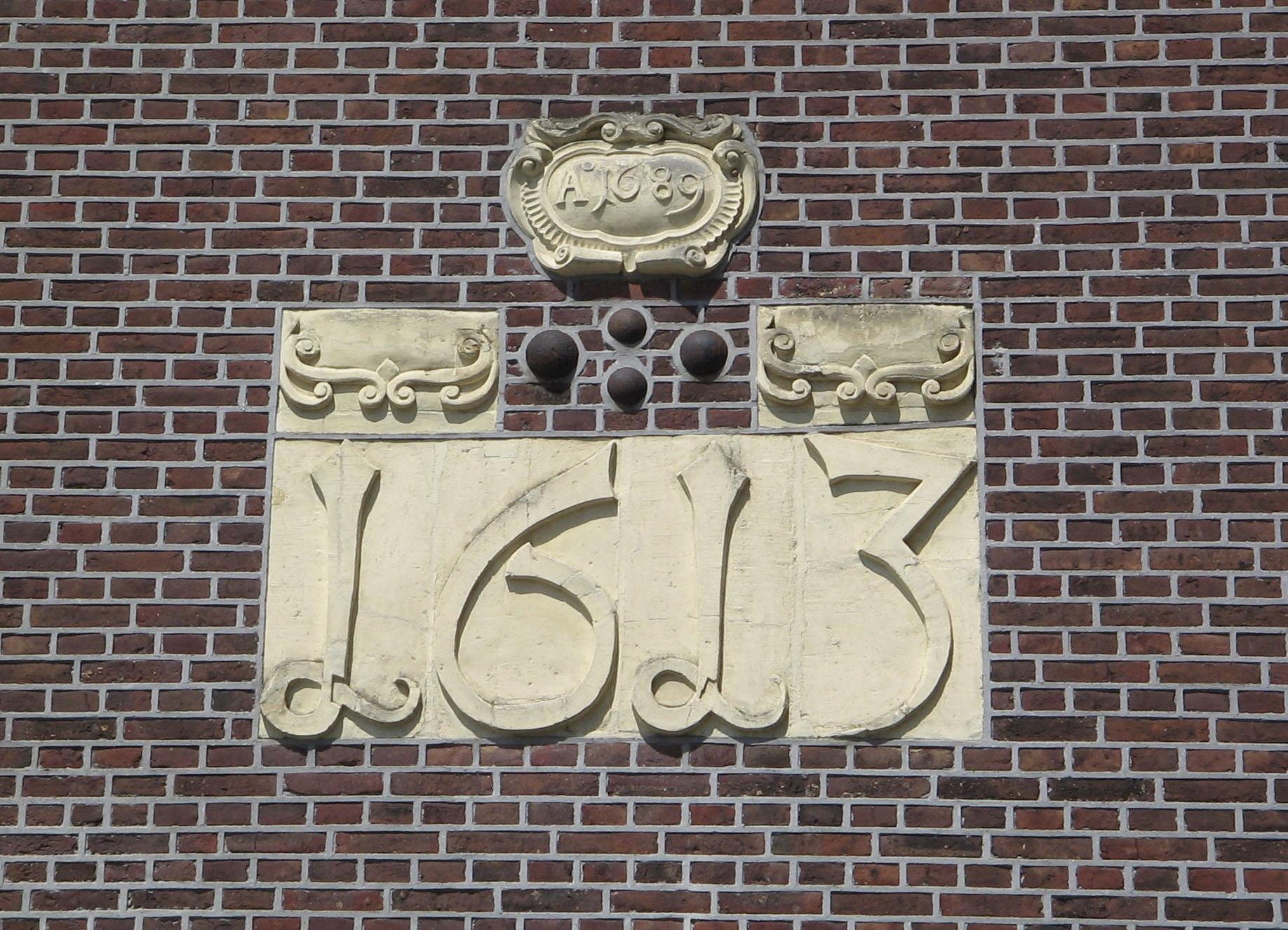
Jaarstenen en kanonskogels in de noordgevel.

De Processiegang was vroeger een weg die de kapel scheidde van het klooster. Op de muren bevinden zich meer dan 7000 votief- of devotietegels. Met dit gebruik werd in 1927 begonnen. In de muur van de gang bevinden zich zeven ronde glas-in-loodramen, met voorstellingen uit de geschiedenis van de kapel, uit het Atelier Gerard Mesterom in Roermond (1929). Aan de gang bevindt zich een kleine Mariakapel. Hier bevindt zich het eigenlijke genadebeeldje in een vleugelaltaar naast de put waarin het gevonden zou zijn. Het mozaïek in de zuidwand van het kapelletje is in 1879 ontworpen door Luigi Solerti. Buiten, in de zuidelijke zijmuur zijn enkele historische fragmenten en gedenkstenen ingemetseld, waaronder:
- een mergelsteen met in reliëf ‘Ao 1689’, afkomstig uit het voorportaal van de oude kapel, de zogenaamde Domus Aurea. Dit portaal werd in dat jaar gebouwd.
- vier mergelstenen met het jaartal ‘1613’, het jaar waarin de oude kapel werd voltooid.
- een arduinen steen uit 1896 met een jaardicht in het Latijn
- een plaquette uit 1947 door beeldhouwer Jan Lücker ter herinnering aan het herstel van de oorlogsschade
- een plaquette uit 1949 ter nagedachtenis aan oorlogsslachtoffers onder de rectoraatsbewoners

De grote kopie van het beeldje van Onze Lieve Vrouwe in 't Zand boven in de westgevel is een geschenk van architect Kayser en uitgevoerd door Te Riele in 1896. Het Mariabeeld achter het hekwerk in een nis in de apsis is afkomstig uit het Atelier St. Joris in Beesel.

## Bedevaartsoord

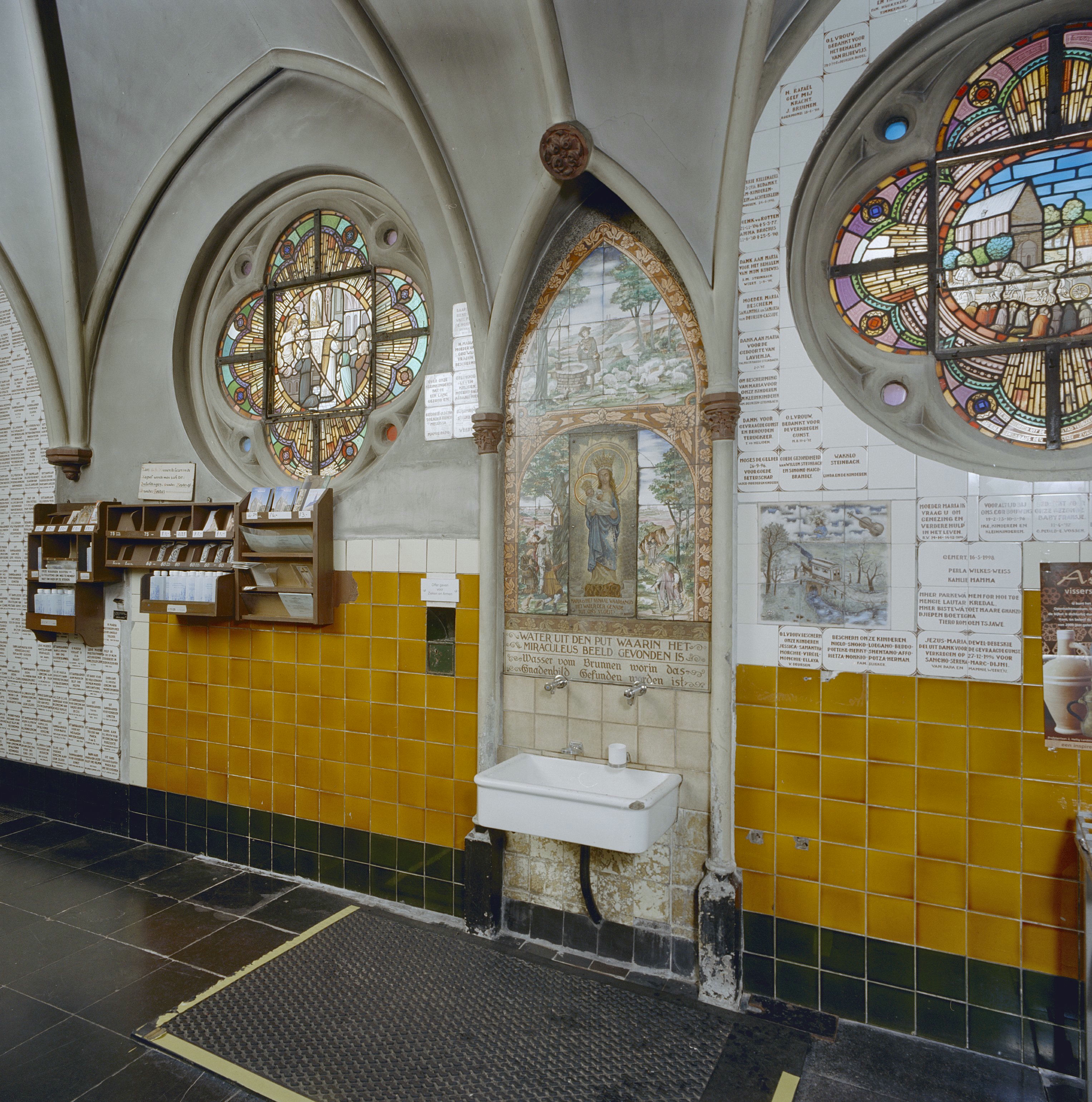
Processiegang met kraantje waaruit pelgrims water kunnen tappen uit de wonderdoende bron.

Dagelijks bezoeken veel mensen het Mariakapelletje om er even te verblijven en een kaarsje aan te steken. Zij leggen er hun zorgen neer en spreken er hun dankbaarheid uit. De ruim 7000 votieftegels aan de wanden van de processiegang getuigen daarvan.
De bezoekers komen uit Roermond en omgeving maar ook uit het Belgische en Duitse grensgebied, individueel of in groepsverband.
Vanaf 1881 komen ook pelgrims vanuit 's-Hertogenbosch, een gebruik dat in de loop der tijd uitgroeide tot de traditie van de jaarlijkse Bossche Bedevaart in augustus.
Sinds 1982 vindt in juli de jaarlijkse Sinti Bedevaart naar Kapel in ’t Zand plaats, waarvoor Sinti’s van heinde en verre naar Roermond komen.

## Kruiswegpark
Het kruiswegpark achter het klooster aan de Parklaan werd in 1919-1920 aangelegd en bestaat uit een openluchtkerk met daaromheen kronkelpaden. Er staan enkele monumentale bomen en daarbij ruim 200 soorten bomen en heesters. Er loopt een kruiswegroute die langs veertien kruiswegstaties voert, waarin het verhaal van Christus’ kruisdood aanschouwelijk is gemaakt. De kruiswegstaties zijn vervaardigd door de beeldhouwer Karel Lücker, behalve de twaalfde statie, de Calvarieberg, die is vervaardigd door Jean Geelen.

## Religieus centrum
In het aanpalende COLAM-gebouw werd tot 2011 onder de naam 'Centrum de Kapel' een bezinningsprogramma aangeboden. Centrum de Kapel wil mensen de ruimte geven om op adem komen in onze haastcultuur en organiseert activiteiten op het gebied van religie en cultuur, waarbij de Bijbel bron van inspiratie is.
'Colam' was oorspronkelijk de afkorting van ‘College Opleiding Latijns-Amerika,’ de opleiding voor studenten die later missionair werk in Latijns-Amerika zouden gaan verrichten.